# 民主替代公约力量
民主替代公约力量（法語：Forces du pacte de l'Alternative démocratique，缩写为），又称民主替代力量（Forces de l'alternative démocratique），是阿尔及利亚的一个由政党和公民团体组成的广泛联盟，成立于2019年中期，当时处于阿尔及利亚抗议期间，旨在组织制宪议会，以建立拥有独立的司法体系的新政治体系，并推动向民主过渡。

## 成员
- 争取文化与民主联盟
- 工人党
- 社会主义工人党
- 争取变革和进步联盟
- 民主和社会运动
- 阿尔及利亚争取人权保卫联盟（法语：Ligue algérienne pour la défense des droits de l'homme）

## 前成员
- 社会主义力量阵线
- 争取世俗主义和民主党